# Henry Brown Floyd MacFarland

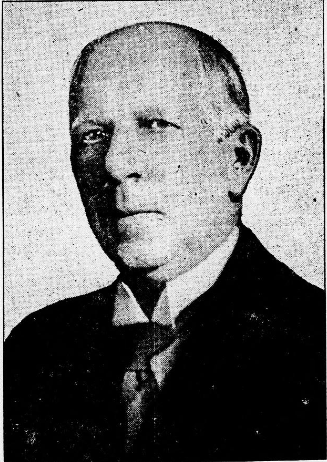
Henry B. F. MacFarland (1921)

Henry Brown Floyd MacFarland (* 11. Februar 1861 in Philadelphia, Pennsylvania; † 14. Oktober 1921) war ein US-amerikanischer Politiker. Zwischen 1901 und 1909 war er als Präsident des Board of Commissioners Bürgermeister der Bundeshauptstadt Washington, D.C.

## Leben
Über Henry MacFarland gibt es nur wenige Informationen. Er wurde in Philadelphia geboren und arbeitete später als Zeitungskorrespondent. Politisch war er Mitglied der Republikanischen Partei. Er lebte zumindest zeitweise in Washington D.C. Im Jahr 1900 wurde er Mitglied des aus drei Personen bestehenden Gremiums Board of Commissioners, das die Stadt Washington regierte. Innerhalb dieser Gruppe wurde er 1901 zum Vorsitzenden bestimmt. In dieser Eigenschaft übte er faktisch das Amt des Bürgermeisters aus, auch wenn dieser Titel zwischen 1871 und 1975 offiziell nicht benutzt wurde. Diesen Posten bekleidete er zwischen 1901 und 1909. In seine Amtszeit fallen die Beisetzungsfeierlichkeiten für den ermordeten Präsidenten William McKinley. Nach dem Ende seiner Zeit als Leiter des Board of Commissioners verliert sich seine Spur.